# Intermediterranean Commission
Intermediterranean Commission är ett internationellt samarbete mellan regionala förvaltningar runt Medelhavet. Organisationen är en underavdelning till Conference of Peripheral Maritime Regions of Europe (CPMR). Medlemmar är regioner i Cypern, Frankrike, Grekland, Italien, Malta, Marocko, Portugal, Spanien och Tunisien.